# 한니발 (1959년 영화)
한니발(Annibale, Hanibal)은 이탈리아에서 제작된 카를로 루도비코 브라가글리아 감독의 1959년 액션 영화이다. 리타 갬 등이 주연으로 출연하였다.

## 출연

### 주연
- 리타 갬
- 빅터 머추어

### 조연
- 릭 바타글리아
- 멀코 엘리스
- 가브리엘레 페르제티
- 테렌스 힐
- 프랑코 실바
- 밀리 비테일
- 안드레아 오렐리